# Миядзу (княжество)
Княжество Миядзу (яп. 宮津藩 Миядзу-хан) — феодальное княжество (хан) в Японии периода Эдо (1600—1871), в провинции Танго региона Санъиндо на острове Хонсю (современная префектура Киото).

## Краткая история
Административный центр княжества: замок Миядзу (современный Миядзу, префектура  Киото).
Доход хана:
- 1600 — 1666 годы — 123 000->78 000 коку риса
- 1669 — 1680 годы — 83 000 коку
- 1681 — 1697 годы — 99 000 коку риса
- 1697 — 1717 годы — 90 000 коку
- 1717 — 1758 годы — 48 000 коку риса
- 1758 — 1871 годы — 70 000 коку

В 1600 году после битвы при Сэкигахара Токугава Иэясу назначил правителем Миядзу-хана своего вассала Кёгоку Такамото (1572—1622). В 1622 году после смерти Кёгоку Такамото ему наследовал второй сын Кёгоку Тахахиро (1599—1677). В 1654 году Кёгоку Тадахиро уступил власть в княжестве своему сыну Кёгоку Тадакуни (1616—1676). В 1666 году за плохое управление доменом он был лишен владений и отправлен в ссылку.
В 1666-1669 годах Миядзу-хан находился под прямым управлением сёгуната Токугава. В 1669 году княжество получил во владение Нагаи Наоюки (1614—1673), ранее правившему в Ёдо-хане (провинция Ямасиро). В 1674 году вторым даймё стал его второй сын Нагаи Наонага (1654—1680), не оставивший наследников.
В 1681-1697 годах княжеством владел Абэ Масакуни (1658—1715), бывший правитель Ивацуки-хана в провинции Мусаси. В 1697 году он получил во владение Уцуномия-хан (провинция Симоцукэ).
В 1697 году Миядзу-хан получил во владение Окудайра Масасигэ (1694—1746), ранее сидевший в Уцуномия-хане. В 1717 году Окудайра Масасигэ был переведен в Накацу-хан (провинция Будзэн). В 1717 году следующим владельцем домена стал Аояма Ёсихидэ (1696—1744), который до этого правил в Иияма-хане (провинция Синано). В 1744 году ему наследовал третий сын Аояма Ёсимити (1725—1779), который в Гудзё-хан (провинция Мино).
С 1758 по 1871 год Миядзу-ханом владел род Мацудайра (ветвь Хондзё). В 1758 году из Хамамацу-хана в замок Миядзу был переведен Мацудайра Сукэмаса (1744—1762). Его потомки управляли княжеством вплоть до 1871 года.
Миядзу-хан был ликвидирован в 1871 году.

## Правители княжества
- Род Кёгоку, 1600—1666 (тодзама-даймё)

| № | Имя             | Имя      | Годы правления | Годы жизни  | Примечания                            |
| - | --------------- | -------- | -------------- | ----------- | ------------------------------------- |
| 1 | Кёгоку Такатомо | 京極高知 | 1600 — 1622    | 1572 — 1622 | Второй сын Кёгоку Такаёси (1504—1581) |
| 2 | Кёгоку Такахиро | 京極高広 | 1622 — 1654    | 1599 — 1677 | Второй сын и преемник Кёгоку Такатомо |
| 3 | Кёгоку Такакуни | 京極高国 | 1654 — 1666    | 1616 — 1676 | Старший сын Кёгоку Такахиро           |

- Род Нагаи, 1669—1680 (фудай-даймё)

| № | Имя           | Имя      | Годы правления | Годы жизни  | Примечания                            |
| - | ------------- | -------- | -------------- | ----------- | ------------------------------------- |
| 1 | Нагаи Наоюки  | 永井尚征 | 1669 — 1673    | 1614 — 1673 | Второй сын Кёгоку Такаёси (1504—1581) |
| 2 | Нагаи Наонага | 永井尚長 | 1674 — 1680    | 1654 — 1680 | Второй сын Нагаи Наоюки               |

- Род Абэ, 1681—1697 (фудай-даймё)

| № | Имя          | Имя      | Годы правления | Годы жизни  | Примечания              |
| - | ------------ | -------- | -------------- | ----------- | ----------------------- |
| 1 | Абэ Масакуни | 阿部正邦 | 1681 — 1697    | 1658 — 1715 | Второй сын Абэ Садатаки |

- Род Окудайра, 1697—1717 (фудай-даймё)

| № | Имя               | Имя      | Годы правления | Годы жизни  | Примечания                  |
| - | ----------------- | -------- | -------------- | ----------- | --------------------------- |
| 1 | Окудайра Масасигэ | 奥平昌成 | 1697 — 1717    | 1694 — 1746 | Второй сын Окудайры Масааки |

- Род Аояма, 1717—1758 (фудай-даймё)

| № | Имя           | Имя      | Годы правления | Годы жизни  | Примечания                          |
| - | ------------- | -------- | -------------- | ----------- | ----------------------------------- |
| 1 | Аояма Ёсихидэ | 青山幸秀 | 1717 — 1744    | 1696 — 1744 | Старший сын Аоямы Ёсимасы           |
| 2 | Аояма Ёсимити | 青山幸道 | 1744 — 1758    | 1725 — 1779 | Третий сын и преемник Аоямы Ёсихидэ |

- Мацудайра (ветвь Хондзё), 1758—1871 (фудай-даймё)

| № | Имя                 | Имя      | Годы правления | Годы жизни  | Примечания                                                            |
| - | ------------------- | -------- | -------------- | ----------- | --------------------------------------------------------------------- |
| 1 | Мацудайра Сукэмаса  | 松平資昌 | 1759 — 1761    | 1744 — 1762 | Третий сын Мацудайры Сукэкуни                                         |
| 2 | Мацудайра Сукэтада  | 松平資尹 | 1761 — 1765    | 1746 — 1765 | Младший сын Сакаи Тадаёри, усыновлён Мацудайрой Сукэмасой             |
| 3 | Мацудайра Сукэцугу  | 松平資承 | 1765 — 1795    | 1749 — 1800 | Третий сын Мацудайры (Окоти) Масахару, усыновлён Мацудайрой Сукэтадой |
| 4 | Мацудайра Мунэтада  | 松平宗允 | 1795 — 1808    | 1780 — 1816 | Второй сын и преемник Мацудайры Сукэцугу                              |
| 5 | Мацудайра Мунэакира | 松平宗発 | 1808 — 1840    | 1782 — 1840 | Третий сын Мацудайры Сукэцугу                                         |
| 6 | Мацудайра Мунэхидэ  | 松平宗秀 | 1841 — 1866    | 1809 — 1873 | Третий сын Мацудайры Мунэтады                                         |
| 7 | Мацудайра Мунэтакэ  | 松平宗武 | 1866 — 1871    | 1846 — 1893 | Второй сын и преемник Мацудайры Мунэхидэ                              |